# Автошлях E62
Європейський маршрут E62 — європейський автомобільний маршрут категорії А, що з'єднує два основних європейських порти Нант (Франція) та Генуя (Італія).
Загальна протяжність маршруту E62 становить близько 1 307 км, з яких 601 км у Франції, 398 км в Швейцарії та 308 км в Італії. Е62 перетинає Альпи по перевалу Симплон на висоті 2 005 м.

## Міста, через які проходить маршрут
- Франція: Нант - Шоле - Брессюїр - Партеніт - Пуатьє - Люссак-ле-Шато -  Гері - Гузон - Монлюсон - Монмаро - Макон -
- Швейцарія: Женева - Лозанна - Монтре -  Мартіньї - Сьйон -
- Італія: Вербанія - Мілан - Тортона - Генуя

Е62 пов'язаний з маршрутами
|  | - E60 - E03 - E05 - E09 - E11 - E607 |  | - E15 - E21 - E611 - E25 - E23 - E27 |  | - E35 - E64 - E70 - E80 |

## Фотографії

Е62 біля Генуї в Італії
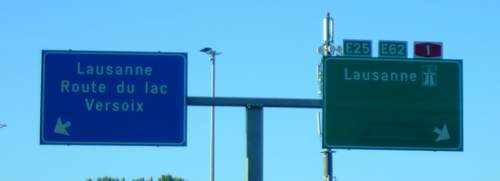
Е62 в Швейцарії
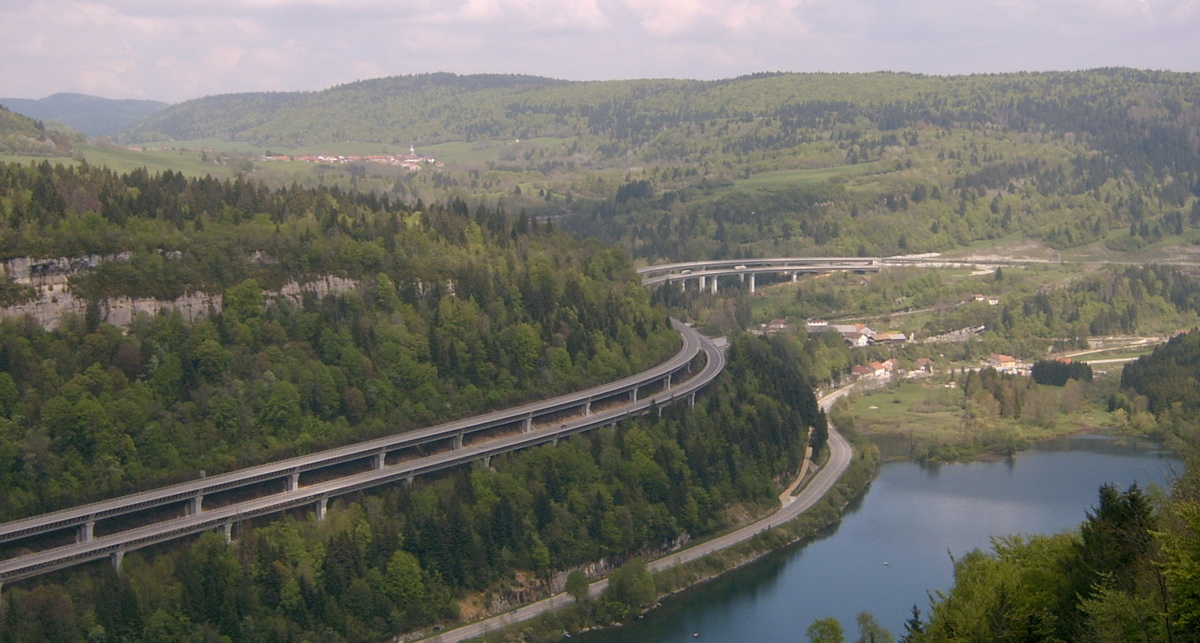
Віадук біля Нантюа (Франція)
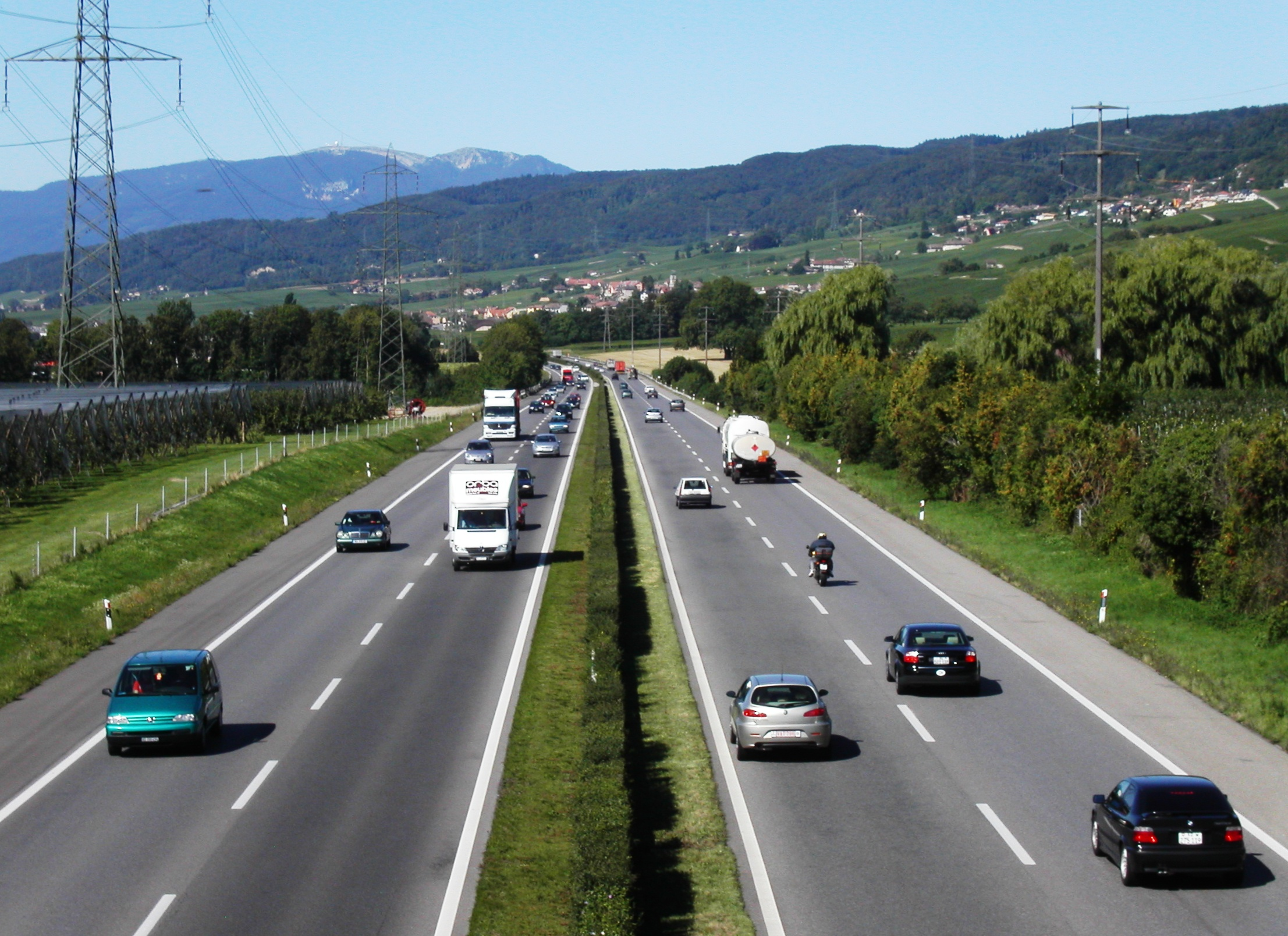
Е62 між Женевою та Лозанною

## Див. Також
- Список європейських автомобільних маршрутів